# Pantalón corto

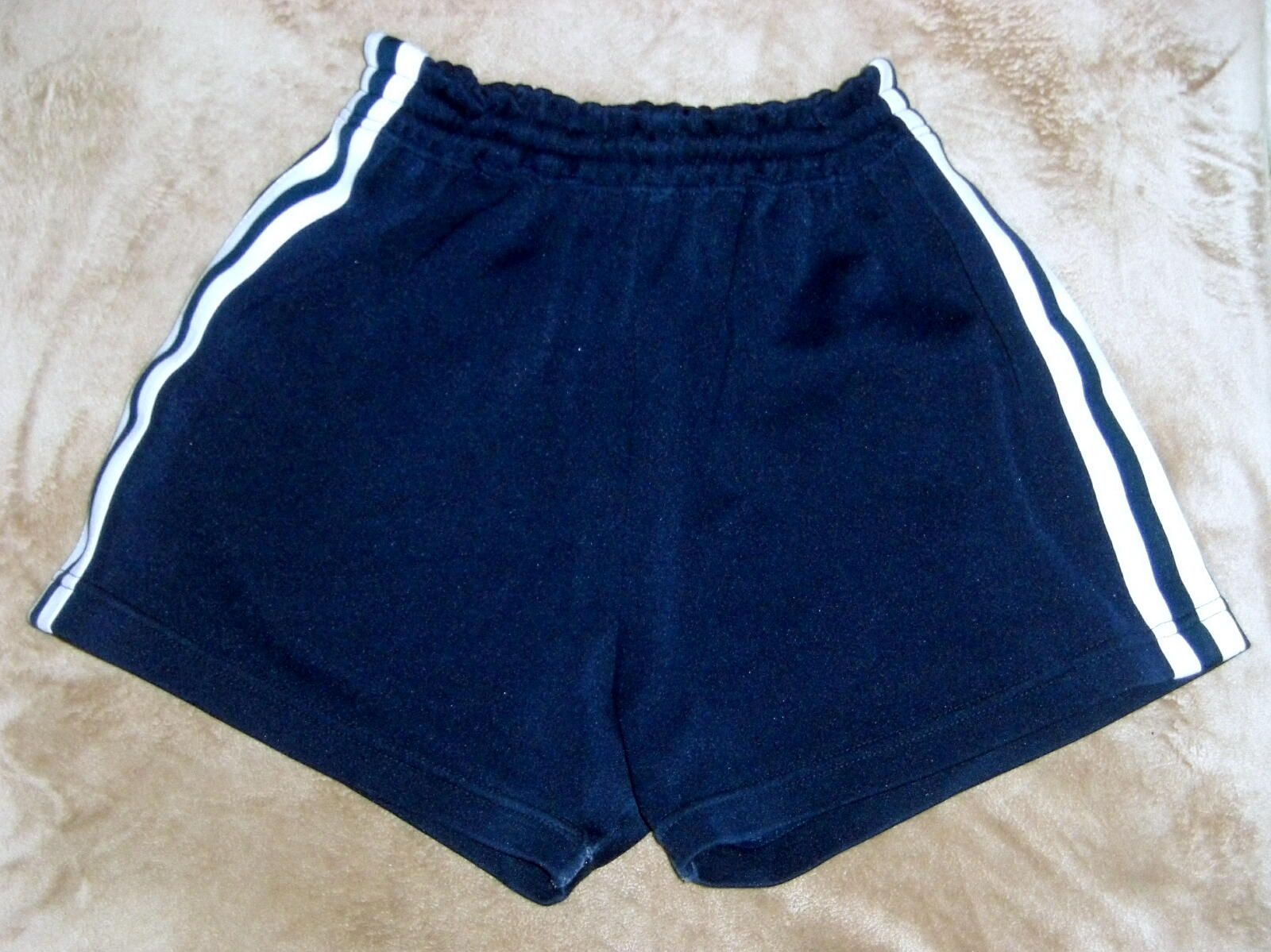
Pantalón corto de gimnasia confeccionado en nailon

El pantalón corto, también llamado chor o short (del inglés short, «corto»), es una prenda de vestir usada tanto por hombres como por mujeres que cubre las piernas parcialmente, a partir de la cintura. Es como un pantalón común,pero más corto que éste, que normalmente está por arriba de las rodillas. Además del término shorts, en el mundo de la moda también se emplea las palabras francesas «culotte» (kiulót) o «culotte court» (kiulót-kur).

## Historia

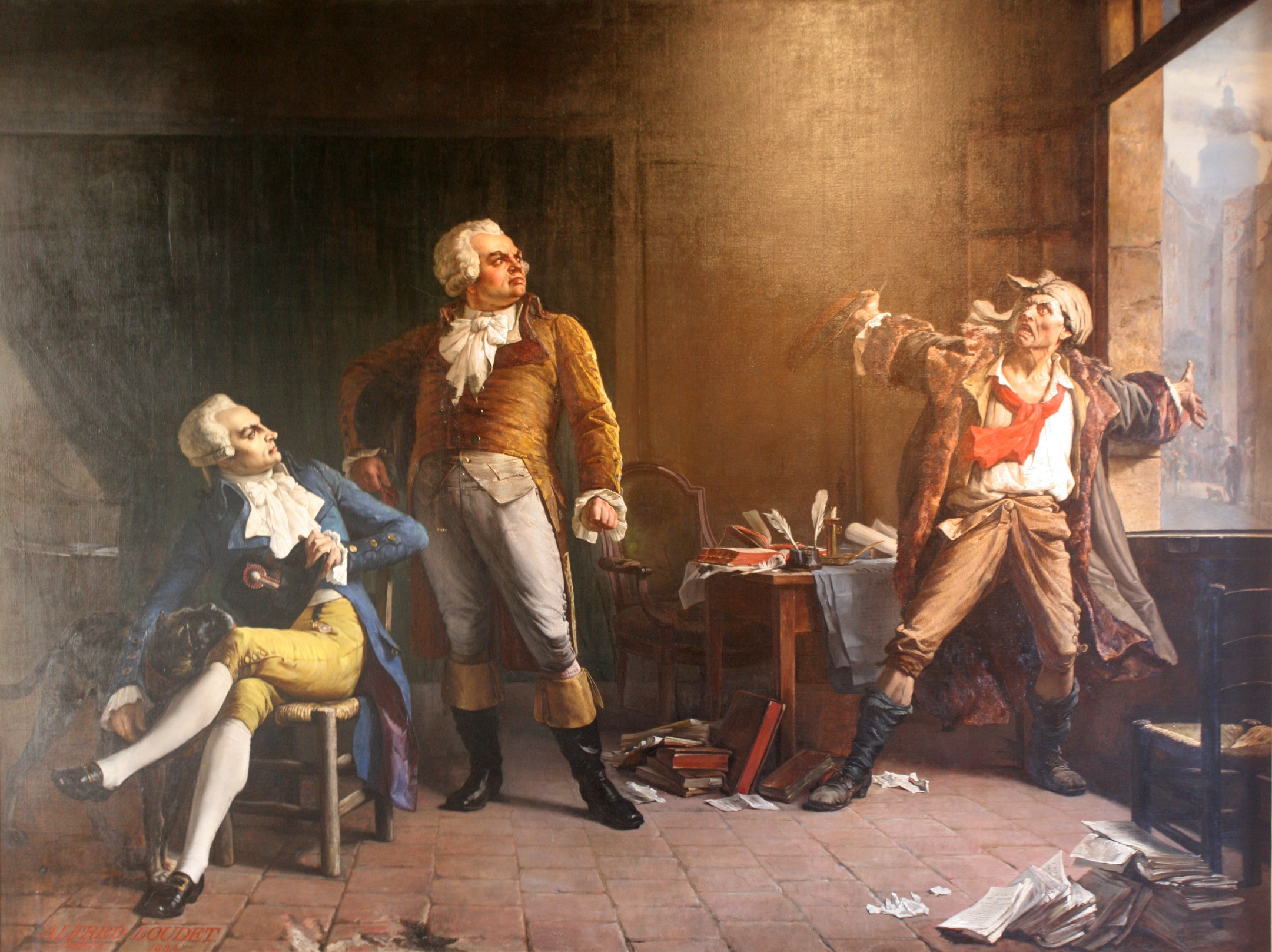
Los revolucionarios franceses Robespierre y Danton, a la izquierda, vistiendo pantalones, y a la derecha, Marat con pantalones cortos al estilo san-culotte (1882)

Históricamente en Europa y algunos países de América, solo los niños usaban pantalones cortos, y los adultos los evitaban. Muchas veces recién en la adolescencia comenzaban a usar pantalones largos. Tras la Segunda Guerra Mundial, los adultos en climas tropicales comenzaron a usarlos más frecuentemente, pero la idea de que los pantalones cortos eran solo para niños duró bastante tiempo.
El uso de pantalones cortos se ha extendido ampliamente, solo limitándose su utilización para situaciones formales, religiosas o laborales, o todas aquellas actividades que cuentan con un código de vestimenta que los prohiben.
A partir el siglo XX las mujeres han comenzado a utilizar también pantalones cortos, imprescindibles en muchísimas actividades deportivas.
La evolución de la prenda ha llevado a que toda colección de moda, tanto femenina como masculina, puede incluir diferente modelos de pantalón corto, especialmente en las colecciones de verano.

## Estilos

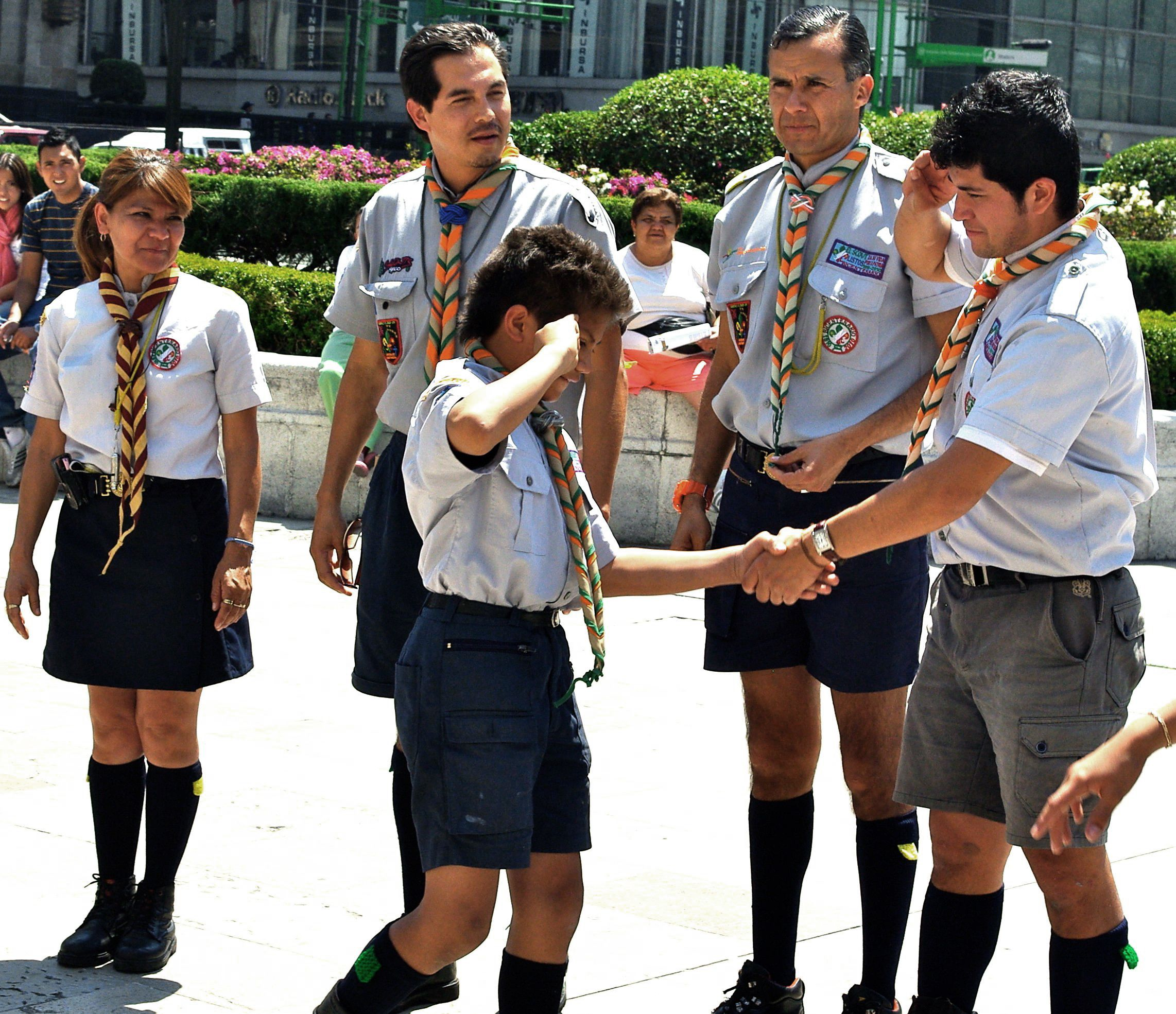
Scouts mexicanos en bermudas

Hay varios estilos de pantalones cortos:
- Bóxers -  Prenda usada preferentemente como ropa interior masculina, cuyo nombre que se origina por su parecidos con los pantalones cortos usados por los primeros boxeadores («boxers» en inglés). También existen versiones femeninas, incluso como pijamas.[9]
- Minipantalones - Estas prendas, preferentemente femeninas, son pequeñas y ajustadas, de forma que puedan resaltar las piernas y los glúteos, para lo cual se utiliza, además del algodón, el nylon o la lycra. Como en algunos casos dejan parte de los glúteos al descubierto, se les llama coloquialmente "cacheteros".[10]
- Trusas deportivas o pantaloncitos deportivos - Los «pantaloncitos deportivos», «de pista» o «de atletismo» o «running shorts» (en inglés), más cortos y holgados, pudiendo exponer todo el muslo. Antes de 1990 se usaban en todos los deportes, no solo en el atletismo sino hasta en el baloncesto y el fútbol, hoy día se usa principalmente para carreras, debido a que permiten un mejor desplazamiento.[11]
- Bermudas - La «bermuda» es más ancha y más larga que la truza deportiva, la cual llega hasta la mitad del muslo, o un poco más abajo, pero sin alcanzar las rodillas, lo que le hace muy apropiado para climas cálidos.[12][13] En los Juegos Olímpicos, tanto de verano como de invierno, es usual ver a la delegación de las Islas Bermudas usar esta prenda como parte de su uniforme.[14][15]
- De caminata - Otra variedad de «bermuda» es el pantalón corto «de caminata» que normalmente llega un poco más abajo de la mitad del muslo pero sin alcanzar las rodillas. Son usados en climas cálidos, llevan bolsillos y se les puede acomodar un cinturón.[16]
- Pantalones payaso, cortados o chavitos - También llamado «board shorts» (en inglés) es más largo que una «bermuda», antes presuntamente usado por los payasos de circo, y el personaje de televisión mexicano Chavo del Ocho, de ahí el nombre de «chavito», en memoria del inmortalizado personaje interpretado por Roberto Gómez Bolaños; también se utiliza en los entrenamientos deportivos.[17][18]
- Pantaloneta - Es un pantalón corto utilizado para baño o para hacer deporte. El nombre para este tipo de pantalón corto se utiliza en algunas regiones de Hispanoamérica y, excepcionalmente, España.[19]